# Campionati europei di atletica leggera indoor 2017 - Eptathlon
Le 7 prove dell'eptathlon maschile si sono tenute il 4 e 5 marzo 2017.

## Record
| Record Mondiale       | Ashton Eaton (USA) | 6645 | Istanbul, Turchia      | 10 March 2012    |
| Record Europeo        | Roman Šebrle (CZE) | 6438 | Budapest, Ungheria     | 7 March 2004     |
| Record Dei Campionati | Tomáš Dvořák (CZE) | 6424 | Gand, Belgio           | 26 February 2000 |
| World Leading         | Jorge Ureña (ESP)  | 6249 | Praga, Repubblica Ceca | 29 January 2017  |
| European Leading      | Jorge Ureña (ESP)  | 6249 | Praga, Repubblica Ceca | 29 January 2017  |

## Risultati

### 60 m
| Rank | Heat | Lane | Athlete              | Nationality   | Time | Notes | Points |
| ---- | ---- | ---- | -------------------- | ------------- | ---- | ----- | ------ |
| 1    | 2    | 5    | Jorge Ureña          | Spagna        | 6.94 |       | 904    |
| 2    | 2    | 4    | Dominik Distelberger | Austria       | 6.94 |       | 904    |
| 3    | 2    | 2    | Kévin Mayer          | Francia       | 6.95 | SB    | 900    |
| 4    | 1    | 4    | Mihail Dudaš         | Serbia        | 7.03 |       | 872    |
| 5    | 2    | 1    | Kristjan Rosenberg   | Estonia       | 7.04 |       | 868    |
| 6    | 2    | 3    | Simone Cairoli       | Italia        | 7.04 |       | 868    |
| 7    | 1    | 5    | Fredrik Samuelsson   | Svezia        | 7.06 | PB    | 861    |
| 7    | 1    | 1    | Ashley Bryant        | Gran Bretagna | 7.06 | PB    | 861    |
| 9    | 2    | 6    | Adam Helcelet        | Rep. Ceca     | 7.06 |       | 861    |
| 10   | 2    | 7    | Jiří Sýkora          | Rep. Ceca     | 7.06 |       | 861    |
| 11   | 2    | 8    | Liam Ramsay          | Gran Bretagna | 7.12 |       | 840    |
| 12   | 1    | 6    | Matthias Brugger     | Germania      | 7.13 |       | 837    |
| 13   | 1    | 7    | Bastien Auzeil       | Francia       | 7.19 |       | 816    |
| 14   | 1    | 8    | Niels Pittomvils     | Belgio        | 7.22 |       | 806    |
| 15   | 1    | 2    | Darko Pešić          | Montenegro    | 7.22 | PB    | 706    |
| 16   | 1    | 1    | Maicel Uibo          | Estonia       | 7.35 |       | 762    |

### Salto in lungo
| Rank | Athlete              | Nationality   | #1   | #2   | #3   | Result | Notes | Points | Total |
| ---- | -------------------- | ------------- | ---- | ---- | ---- | ------ | ----- | ------ | ----- |
| 1    | Ashley Bryant        | Gran Bretagna | 7.60 | 7.66 | 7.57 | 7.66   |       | 975    | 1836  |
| 2    | Simone Cairoli       | Italia        | 7.15 | 7.55 | x    | 7.55   | PB    | 947    | 1815  |
| 3    | Kévin Mayer          | Francia       | 7.24 | 7.54 | 7.39 | 7.54   | =PB   | 945    | 1845  |
| 4    | Adam Helcelet        | Rep. Ceca     | 7.22 | 7.41 | 7.25 | 7.41   |       | 913    | 1774  |
| 5    | Mihail Dudaš         | Serbia        | x    | 7.40 | x    | 7.40   |       | 910    | 1782  |
| 5    | Fredrik Samuelsson   | Svezia        | 7.40 | x    | x    | 7.40   | SB    | 910    | 1771  |
| 7    | Dominik Distelberger | Austria       | 7.32 | 7.27 | 7.38 | 7.38   |       | 905    | 1809  |
| 8    | Jorge Ureña          | Spagna        | 7.37 | x    | x    | 7.37   |       | 903    | 1807  |
| 9    | Matthias Brugger     | Germania      | 7.36 | 7.21 | 7.24 | 7.36   | PB    | 900    | 1737  |
| 10   | Darko Pešić          | Montenegro    | 7.12 | x    | 7.12 | 7.12   | NR    | 842    | 1648  |
| 11   | Niels Pittomvils     | Belgio        | x    | 7.12 | 7.05 | 7.12   | SB    | 842    | 1648  |
| 12   | Jiří Sýkora          | Rep. Ceca     | 7.00 | 6.70 | 7.10 | 7.10   |       | 838    | 1699  |
| 13   | Kristjan Rosenberg   | Estonia       | 6.98 | 7.06 | x    | 7.06   |       | 828    | 1696  |
| 14   | Liam Ramsay          | Gran Bretagna | x    | 6.81 | x    | 6.81   |       | 769    | 1609  |
| 15   | Bastien Auzeil       | Francia       | 6.76 | 6.76 | x    | 6.76   |       | 757    | 1573  |
|      | Maicel Uibo          | Estonia       | x    | –    | –    | NM     |       | 0      | 762   |

### Getto del peso
| Rank | Athlete              | Nationality   | #1    | #2    | #3    | Result | Notes | Points | Total |
| ---- | -------------------- | ------------- | ----- | ----- | ----- | ------ | ----- | ------ | ----- |
| 1    | Darko Pešić          | Montenegro    | 16.08 | 16.04 | x     | 16.08  | PB    | 856    | 2504  |
| 2    | Kévin Mayer          | Francia       | 15.66 | x     | x     | 15.66  | SB    | 830    | 2675  |
| 3    | Adam Helcelet        | Rep. Ceca     | x     | 15.25 | x     | 15.25  | SB    | 805    | 2579  |
| 4    | Jiří Sýkora          | Rep. Ceca     | 13.59 | 15.06 | x     | 15.06  | PB    | 793    | 2492  |
| 5    | Ashley Bryant        | Gran Bretagna | 14.36 | x     | 14.57 | 14.57  |       | 763    | 2599  |
| 6    | Matthias Brugger     | Germania      | 13.83 | 14.07 | 14.53 | 14.53  |       | 761    | 2498  |
| 7    | Mihail Dudaš         | Serbia        | 13.58 | 14.33 | 14.08 | 14.33  |       | 749    | 2531  |
| 8    | Jorge Ureña          | Spagna        | 12.51 | 13.97 | 14.24 | 14.24  |       | 743    | 2550  |
| 9    | Fredrik Samuelsson   | Svezia        | 13.86 | 14.24 | x     | 14.24  | SB    | 743    | 2514  |
| 10   | Kristjan Rosenberg   | Estonia       | 13.32 | 14.08 | x     | 14.08  | PB    | 733    | 2429  |
| 11   | Bastien Auzeil       | Francia       | x     | 13.72 | 13.90 | 13.90  |       | 722    | 2295  |
| 12   | Niels Pittomvils     | Belgio        | x     | 13.61 | 13.83 | 13.83  | SB    | 718    | 2366  |
| 13   | Liam Ramsay          | Gran Bretagna | 13.62 | 12.90 | 13.37 | 13.62  | SB    | 705    | 2314  |
| 14   | Dominik Distelberger | Austria       | 13.55 | x     | x     | 13.55  | SB    | 701    | 2510  |
| 15   | Simone Cairoli       | Italia        | 12.21 | x     | 12.11 | 12.21  |       | 619    | 2434  |
|      | Maicel Uibo          | Estonia       | –     | –     | –     | DNS    |       | 0      | DNF   |

### Salto in alto
| Pos | Athlete              | Nationality   | 1.83 | 1.86 | 1.89 | 1.92 | 1.95 | 1.98 | 2.01 | 2.04 | 2.07 | 2.10 | 2.13 | 2.16 | Result | Notes | Points | Total |
| --- | -------------------- | ------------- | ---- | ---- | ---- | ---- | ---- | ---- | ---- | ---- | ---- | ---- | ---- | ---- | ------ | ----- | ------ | ----- |
| 1   | Kristjan Rosenberg   | Estonia       | –    | –    | –    | o    | o    | o    | o    | o    | o    | o    | xo   | xxx  | 2.13   |       | 925    | 3354  |
| 2   | Kévin Mayer          | Francia       | –    | –    | –    | xo   | –    | o    | xo   | o    | o    | o    | r    |      | 2.10   | SB    | 896    | 3571  |
| 2   | Jorge Ureña          | Spagna        | –    | o    | –    | o    | –    | o    | xo   | o    | xo   | o    | xxx  |      | 2.10   | PB    | 896    | 3446  |
| 4   | Liam Ramsay          | Gran Bretagna | –    | –    | o    | –    | o    | –    | xo   | o    | xxx  |      |      |      | 2.04   |       | 840    | 3154  |
| 5   | Simone Cairoli       | Italia        | –    | –    | o    | –    | o    | –    | o    | xxo  | xxx  |      |      |      | 2.04   |       | 840    | 3274  |
| 5   | Niels Pittomvils     | Belgio        | –    | –    | o    | o    | o    | o    | o    | xxo  | xxx  |      |      |      | 2.04   | PB    | 840    | 3206  |
| 7   | Mihail Dudaš         | Serbia        | –    | –    | o    | –    | o    | o    | o    | xxx  |      |      |      |      | 2.01   | SB    | 813    | 3344  |
| 7   | Fredrik Samuelsson   | Svezia        | –    | –    | o    | –    | o    | o    | o    | xxx  |      |      |      |      | 2.01   | PB    | 813    | 3327  |
| 9   | Adam Helcelet        | Rep. Ceca     | –    | –    | –    | o    | o    | o    | xxo  | xxx  |      |      |      |      | 2.01   |       | 813    | 3392  |
| 9   | Darko Pešić          | Montenegro    | o    | –    | o    | o    | o    | o    | xxo  | xxx  |      |      |      |      | 2.01   | SB    | 813    | 3317  |
| 11  | Jiří Sýkora          | Rep. Ceca     | –    | xo   | o    | o    | o    | o    | xxx  |      |      |      |      |      | 1.98   |       | 785    | 3277  |
| 12  | Ashley Bryant        | Gran Bretagna | –    | o    | –    | o    | o    | xxo  | xxr  |      |      |      |      |      | 1.98   |       | 785    | 3384  |
| 13  | Bastien Auzeil       | Francia       | –    | –    | –    | o    | o    | xxx  |      |      |      |      |      |      | 1.95   | SB    | 758    | 3053  |
| 14  | Matthias Brugger     | Germania      | –    | –    | –    | o    | –    | xxx  |      |      |      |      |      |      | 1.92   |       | 731    | 3229  |
| 15  | Dominik Distelberger | Austria       | xo   | –    | o    | o    | xxx  |      |      |      |      |      |      |      | 1.92   |       | 731    | 3241  |

### 60 m ostacoli
| Rank | Heat | Lane | Athlete              | Nationality   | Result | Note | Points | Total |
| ---- | ---- | ---- | -------------------- | ------------- | ------ | ---- | ------ | ----- |
| 1    | 2    | 3    | Jorge Ureña          | Spagna        | 7.78   | =CB  | 1038   | 4484  |
| 2    | 2    | 4    | Dominik Distelberger | Austria       | 7.80   | PB   | 1033   | 4274  |
| 3    | 2    | 7    | Kévin Mayer          | Francia       | 7.88   | PB   | 1012   | 4583  |
| 4    | 2    | 5    | Adam Helcelet        | Rep. Ceca     | 7.97   |      | 989    | 4381  |
| 5    | 1    | 4    | Darko Pešić          | Montenegro    | 7.99   | PB   | 984    | 4301  |
| 5    | 2    | 6    | Jiří Sýkora          | Rep. Ceca     | 7.99   | PB   | 984    | 4261  |
| 7    | 1    | 7    | Liam Ramsay          | Gran Bretagna | 8.11   | SB   | 954    | 4108  |
| 7    | 2    | 1    | Mihail Dudaš         | Serbia        | 8.11   |      | 954    | 4298  |
| 9    | 2    | 2    | Ashley Bryant        | Gran Bretagna | 8.12   |      | 952    | 4336  |
| 10   | 1    | 5    | Fredrik Samuelsson   | Svezia        | 8.18   |      | 937    | 4264  |
| 11   | 1    | 3    | Mathias Brugger      | Germania      | 8.22   |      | 927    | 4156  |
| 12   | 1    | 6    | Bastien Auzeil       | Francia       | 8.30   |      | 908    | 3961  |
| 13   | 1    | 2    | Simone Cairoli       | Italia        | 8.31   |      | 905    | 4179  |
| 13   | 2    | 8    | Niels Pittomvils     | Belgio        | 8.31   |      | 905    | 4111  |
| 15   | 1    | 8    | Kristjan Rosenberg   | Estonia       | 8.50   |      | 860    | 4214  |

### Salto con l'asta
| Rank | Athlete              | Nationality   | 4.20 | 4.30 | 4.40 | 4.50 | 4.60 | 4.70 | 4.80 | 4.90 | 5.00 | 5.10 | 5.20 | 5.30 | 5.40 | 5.50 | Result | Notes | Points | Total |
| ---- | -------------------- | ------------- | ---- | ---- | ---- | ---- | ---- | ---- | ---- | ---- | ---- | ---- | ---- | ---- | ---- | ---- | ------ | ----- | ------ | ----- |
| 1    | Kévin Mayer          | Francia       | –    | –    | –    | –    | –    | –    | –    | –    | –    | –    | o    | o    | o    | xxx  | 5.40   | PB    | 1035   | 5618  |
| 2    | Niels Pittomvils     | Belgio        | –    | –    | –    | –    | –    | –    | –    | o    | –    | o    | xxo  | xo   | xo   | xxx  | 5.40   |       | 1035   | 5146  |
| 3    | Mihail Dudaš         | Serbia        | –    | –    | –    | –    | o    | –    | o    | o    | o    | o    | xxx  |      |      |      | 5.10   | PB    | 941    | 5239  |
| 4    | Dominik Distelberger | Austria       | –    | –    | –    | –    | o    | –    | o    | o    | xo   | xxo  | xxx  |      |      |      | 5.10   | PB    | 941    | 5215  |
| 5    | Jorge Ureña          | Spagna        | –    | –    | o    | –    | xo   | –    | xo   | o    | o    | xxx  |      |      |      |      | 5.00   |       | 910    | 5394  |
| 6    | Adam Helcelet        | Rep. Ceca     | –    | –    | –    | –    | o    | o    | o    | xo   | xo   | xxx  |      |      |      |      | 5.00   |       | 910    | 5291  |
| 7    | Fredrik Samuelsson   | Svezia        | –    | –    | –    | o    | –    | o    | o    | o    | xxo  | xxx  |      |      |      |      | 5.00   |       | 910    | 5174  |
| 8    | Mathias Brugger      | Germania      | –    | –    | –    | –    | –    | –    | xxo  | –    | xxo  | –    | xxx  |      |      |      | 5.00   |       | 910    | 5066  |
| 8    | Kristjan Rosenberg   | Estonia       | –    | –    | –    | o    | o    | o    | o    | xxo  | xxo  | xxx  |      |      |      |      | 5.00   | PB    | 910    | 5124  |
| 10   | Jiří Sýkora          | Rep. Ceca     | o    | –    | o    | o    | o    | xo   | xxo  | xo   | xxx  |      |      |      |      |      | 4.90   | PB    | 880    | 5141  |
| 11   | Simone Cairoli       | Italia        | o    | –    | o    | o    | o    | xxx  |      |      |      |      |      |      |      |      | 4.60   | PB    | 790    | 4969  |
| 12   | Darko Pešić          | Montenegro    | –    | o    | –    | xo   | o    | xxx  |      |      |      |      |      |      |      |      | 4.60   | NR    | 790    | 5091  |
| 13   | Ashley Bryant        | Gran Bretagna | o    | xo   | xo   | xo   | xxx  |      |      |      |      |      |      |      |      |      | 4.50   |       | 760    | 5096  |
| 14   | Liam Ramsay          | Gran Bretagna | o    | xxx  |      |      |      |      |      |      |      |      |      |      |      |      | 4.20   |       | 673    | 4781  |
|      | Bastien Auzeil       | Francia       |      |      |      |      |      |      |      |      |      |      |      |      |      |      | DNS    |       | 0      | DNF   |

### 1000 m
| Pos | Atleta               | Nazione       | Ris     | Note    | Punti |
| --- | -------------------- | ------------- | ------- | ------- | ----- |
| 1   | Darko Pešić          | Montenegro    | 2:38.23 | NR      | 893   |
| 2   | Mathias Brugger      | Germania      | 2:38.73 | SB      | 888   |
| 3   | Simone Cairoli       | Italia        | 2:40.14 |         | 872   |
| 4   | Kévin Mayer          | Francia       | 2:41.08 |         | 861   |
| 5   | Ashley Bryant        | Gran Bretagna | 2:42.19 |         | 849   |
| 6   | Dominik Distelberger | Austria       | 2:42.32 | SB      | 848   |
| 7   | Liam Ramsay          | Gran Bretagna | 2:42.94 |         | 841   |
| 8   | Fredrik Samuelsson   | Svezia        | 2:42.97 | PB      | 841   |
| 9   | Jorge Ureña          | Spagna        | 2:43.66 |         | 833   |
| 10  | Adam Helcelet        | Rep. Ceca     | 2:45.00 | SB      | 819   |
| 11  | Niels Pittomvils     | Belgio        | 2:45.35 |         | 815   |
| 12  | Jiří Sýkora          | Rep. Ceca     | 2:50.44 |         | 761   |
| 13  | Kristjan Rosenberg   | Estonia       | 2:54.25 |         | 722   |
|     | Mihail Dudaš         | Serbia        | DQ      | R163.3b | 0     |

### Classifica Finale
In giallo la miglior prestazione di ogni prova
| Pos | Atleta               | Nazione       | 60m  | LJ   | SP    | HJ   | 60m H | PV   | 1000m   | Punti | Note |
| --- | -------------------- | ------------- | ---- | ---- | ----- | ---- | ----- | ---- | ------- | ----- | ---- |
| 1   | Kévin Mayer          | Francia       | 6.95 | 7.54 | 15.66 | 2.10 | 7.88  | 5.40 | 2:41.08 | 6479  | AR   |
| 2   | Jorge Ureña          | Spagna        | 6.94 | 7.37 | 14.24 | 2.10 | 7.78  | 5.00 | 2:43.66 | 6227  |      |
| 3   | Adam Helcelet        | Rep. Ceca     | 7.06 | 7.41 | 15.25 | 2.01 | 7.97  | 5.00 | 2:45.00 | 6110  |      |
| 4   | Dominik Distelberger | Austria       | 6.94 | 7.38 | 13.55 | 1.92 | 7.80  | 5.10 | 2:42.32 | 6063  | PB   |
| 5   | Fredrik Samuelsson   | Svezia        | 7.06 | 7.40 | 14.24 | 2.01 | 8.18  | 5.00 | 2:42.97 | 6015  | PB   |
| 6   | Darko Pešić          | Montenegro    | 7.22 | 7.12 | 16.08 | 2.01 | 7.99  | 4.60 | 2:38.23 | 5984  | NR   |
| 7   | Niels Pittomvils     | Belgio        | 7.22 | 7.12 | 13.83 | 2.04 | 8.31  | 5.40 | 2:45.35 | 5961  |      |
| 8   | Mathias Brugger      | Germania      | 7.13 | 7.36 | 14.53 | 1.92 | 8.22  | 5.00 | 2:38.73 | 5954  |      |
| 9   | Ashley Bryant        | Gran Bretagna | 7.06 | 7.66 | 14.57 | 1.98 | 8.12  | 4.50 | 2:42.19 | 5945  |      |
| 10  | Jiří Sýkora          | Rep. Ceca     | 7.06 | 7.10 | 15.06 | 1.98 | 7.99  | 4.90 | 2:50.44 | 5902  |      |
| 11  | Kristjan Rosenberg   | Estonia       | 7.04 | 7.06 | 14.08 | 2.13 | 8.50  | 5.00 | 2:54.25 | 5846  |      |
| 12  | Simone Cairoli       | Italia        | 7.04 | 7.55 | 12.21 | 2.04 | 8.31  | 4.60 | 2:40.14 | 5841  | PB   |
| 13  | Liam Ramsay          | Gran Bretagna | 7.12 | 6.81 | 13.62 | 2.04 | 8.11  | 4.20 | 2:42.94 | 5622  |      |
| 14  | Mihail Dudaš         | Serbia        | 7.03 | 7.40 | 14.33 | 2.01 | 8.11  | 5.10 | DQ      | 5239  |      |
| NCL | Bastien Auzeil       | Francia       | 7.19 | 6.76 | 13.90 | 1.95 | 8.30  | DNS  | –       | DNF   |      |
| NCL | Maicel Uibo          | Estonia       | 7.35 | NM   | DNS   | –    | –     | –    | –       | DNF   |      |